# Brachymeria fulvitarsis
Brachymeria fulvitarsis is een vliesvleugelig insect uit de familie bronswespen (Chalcididae). De wetenschappelijke naam is voor het eerst geldig gepubliceerd in 1906 door Cameron.